# 쓰쿠바미라이시
쓰쿠바미라이시(일본어: つくばみらい市)는 일본 이바라키현 남부에 있는 시이다.
대부분이 간토 군대 이나 다다하루에 의해서 개발된 "야하라령 3만 석"으로 불린 장소로 이전에는 순수 농촌이었다. 1960년대 이후 소규모의 주택 개발이 시작되었고, 1980년대 이후 조반 자동차도 개통, 조소 뉴타운 기누노다이 등의 조성으로 기존의 농촌 풍경이 남아 있으면서도 도쿄 23구의 주택 지역 측면도 두드러지게 되었다. 2005년 수도권 신도시 철도 쓰쿠바 익스프레스 개통 이후 한층 더 그 경향이 뚜렷해져 현재도 미라이다이라역 주변을 중심으로 개발되고 있다. 또 이것으로 장래에는 인구가 5만 명을 넘을 것으로 전망하고 있다.

## 지리
도쿄 도심에서 약 40km 떨어진 곳에 위치한다. 시내의 고도는 약 5~25m이고 기누강, 고카이강이 흐르며 고카이강 동안에 위치하는 광대한 저지부에는 "야하라령 3만 석"으로 불리는 논지대가 있다. 동부나 서부는 조소 대지의 일부인 구릉지로 뉴타운이 펼쳐져 있고 밭이나 삼림도 많이 남아 있다. 또 북부의 국도 354호선 주변에는 공업단지가 입지하고 있다.

## 역사
- 1889년 4월 1일 - 시정촌제 시행으로 현재의 시역에 쓰쿠바군 미시마촌, 야이타촌, 요토촌, 오바리촌, 이타바시촌, 구가촌, 가시마촌, 주와촌, 후쿠오카촌과 기타소마군 나가사키촌, 고키누촌이 성립하였다.
- 1913년 11월 1일 - 현재의 간토 철도 조소선이 개통해 고키누역이 설치되었다.
- 1938년 4월 17일 - 가시마촌, 나가사키촌이 합병해 야하라촌이 성립하였다.
- 1954년 7월 1일 - 미시마촌, 야이타촌, 요토촌, 오바리촌이 합병해 이나촌이 성립하였다.
- 1981년 4월 27일 - 조반 자동차도가 개통해 야하라 IC가 설치되었다.
- 1985년 4월 1일 - 이나촌이 정으로 승격해 이나정이 되었다.
- 1989년 7월 30일 - 조소 뉴타운 기누노다이가 세워졌다.
- 2005년 8월 24일 - 수도권 신도시 철도 쓰쿠바 익스프레스가 개업해 미나미다이라역이 설치되었다.
- 2006년 3월 27일 - 쓰쿠바군 이나정과 야하라촌이 합병하면서 시로 승격해 쓰쿠바미라이시가 성립하였다.

## 교통

### 철도
- 수도권 신도시 철도 쓰쿠바 익스프레스
- 간토 철도 조소선

### 도로
- 조반 자동차도
- 국도 제294호선
- 국도 제354호선

## 인구
| 연도 | 인구   | ±%     |
| ---- | ------ | ------ |
| 1950 | 25,226 | —      |
| 1960 | 22,756 | −9.8%  |
| 1970 | 21,072 | −7.4%  |
| 1980 | 32,917 | +56.2% |
| 1990 | 38,537 | +17.1% |
| 2000 | 40,532 | +5.2%  |
| 2010 | 44,405 | +9.6%  |